# Aloe krapohliana
Aloe krapohliana är en grästrädsväxtart som beskrevs av Hermann Wilhelm Rudolf Marloth. Aloe krapohliana ingår i släktet Aloe och familjen grästrädsväxter.

## Underarter
Arten delas in i följande underarter:
- A. k. dumoulinii
- A. k. krapohliana